# Anna Milder-Hauptmann
Pauline Anna Milder-Hauptmann (Costantinopoli, 13 dicembre 1785 – Berlino, 29 maggio 1838) è stata un soprano austriaco.

## Biografia
Nacque da Felix Milder, un pasticcere alle dipendenze dell'ambasciatore austriaco Baron Herbert von Rathkeal in istanza a Costantinopoli, e da sua moglie, dama di compagnia della moglie dell'ambasciatore. Quando Anna aveva cinque anni la famiglia partì per Bucarest, dove Felix lavorò come traduttore fino a quando non dovettero lasciare la città a causa della guerra austro-turca (1787–1791). Stabilitisi a Vienna, Anna studiò il tedesco e prese lezioni di musica. Fu notata da Sigismund von Neukomm, il quale divenne il suo insegnante per due anni. Su consiglio di Emanuel Schikaneder studiò anche con Antonio Salieri.
Debuttò al Theater an der Wien il 9 aprile 1803 interpretando Giunone in Der Spiegel von Arkadien di Süßmayr. Nel 1805 interpretò il ruolo della protagonista in Leonore di Beethoven, opera in cui si riesibì nel 1806 e nel 1814, quando nella revisione finale il titolo dell'opera fu cambiato in Fidelio. Luigi Cherubini scrisse la sua opera Faniska nel 1806 appositamente per lei.
Nel 1809 Napoleone Bonaparte fu così impressionato dalla sua performance in Una cosa rara tanto da invitarla a Parigi, tuttavia Milder rifiutò a causa dell'imminente matrimonio con il gioielliere viennese Peter Hauptmann che sarebbe avvenuto l'anno successivo. Contribuì al successo di Das Waisenhaus di Joseph Weigl (1808) e di Die Schweizer Familie (1809). Si esibì in Ifigenia in Tauride di Gluck nel 1812 e cantò nella prima di Médée. Prese inoltre parte ad una tournée a Breslavia, Berlino, Karlsruhe, Stoccarda e Francoforte.

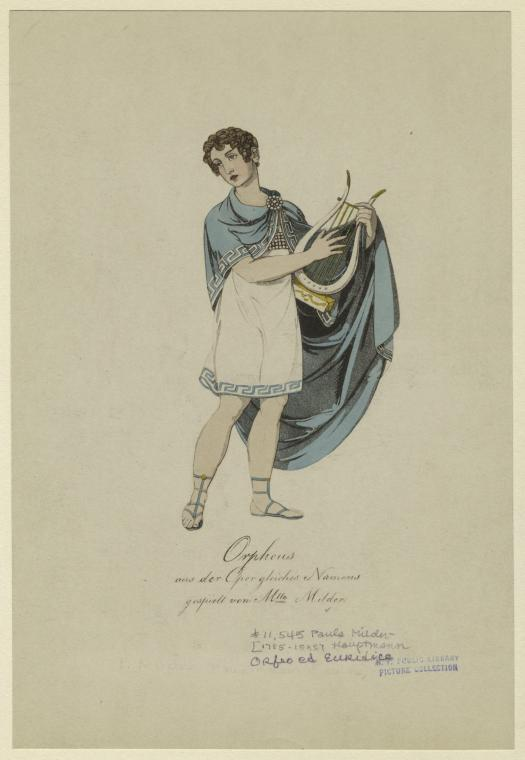
Nel ruolo dell'opera Orfeo (1807) del compositore e giornalista viennese Friedrich August Kanne

Accompagnata da sua sorella Jeanette Antonie Bürde, compositrice e pianista, si recò a Berlino nel maggio 1815 dove sarebbe rimasta per i successivi 14 anni. Cantò in diverse opere di Gaspare Spontini come Olimpie nel 1821, Nurmahal nel 1822 e Agnese di Hohenstaufen nel 1827. Fu nominata primadonna assoluta e divenne membro della Sing-Akademie zu Berlin nel 1821. L'11 marzo 1829 cantò nell'importante revival della Passione secondo Matteo di Felix Mendelssohn, il quale scrisse per lei l'aria da concerto Tutto è silenzio nel 1829. A seguito di un litigio con Spontini lasciò Berlino nel 1829 e visitò la Russia, la Svezia e la Danimarca. Tornò poi a Berlino, dove fece la sua ultima apparizione pubblica nel 1836.